# Diagnostic medical

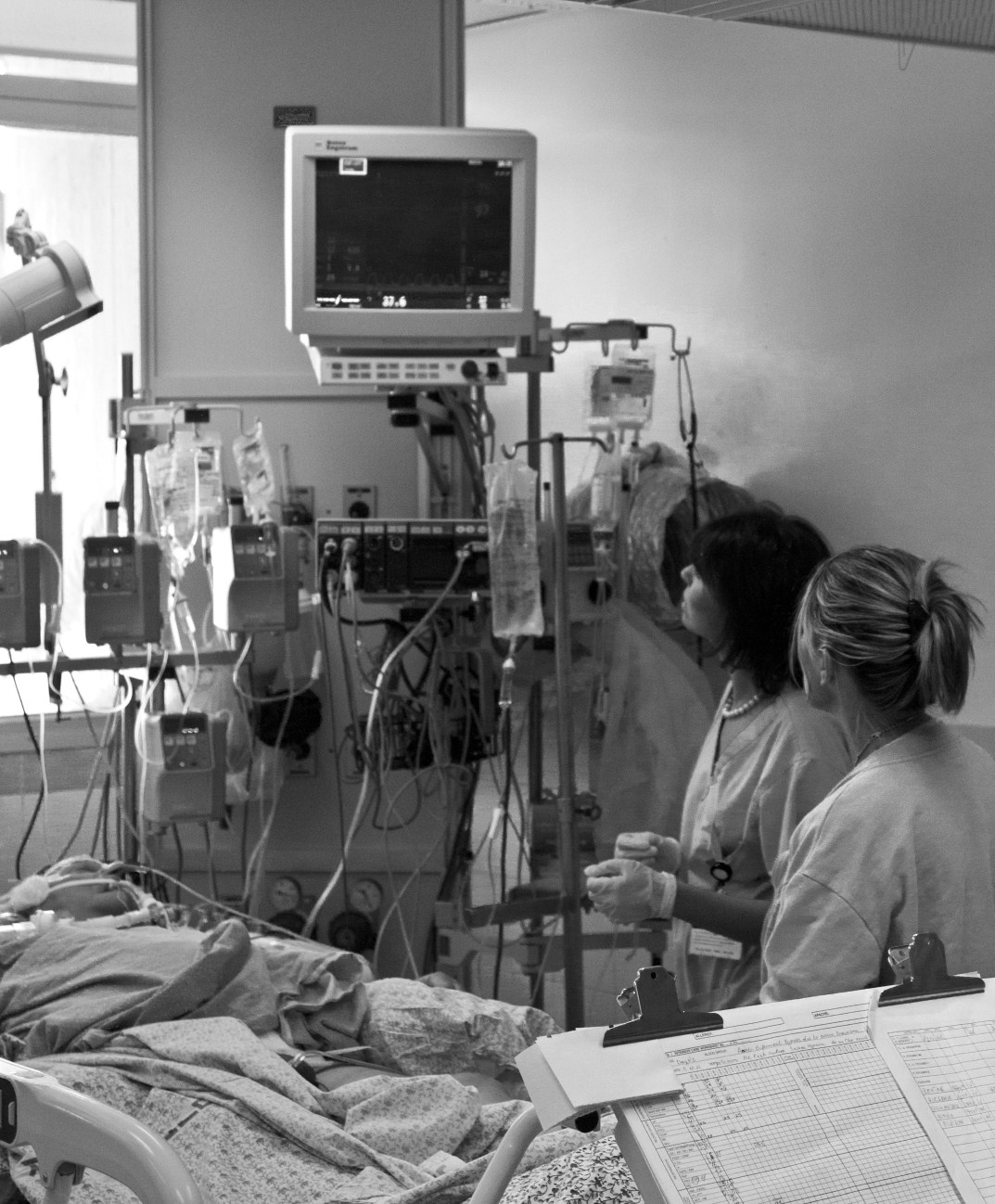
Diagnostic medical

Diagnosticul este ansamblul de investigații clinice și paraclinice care au ca obiectiv definirea stării patologice a unui pacient. Diagnosticul poate fi stabilit numai de o persoană cu calificare medicală și competență recunoscută în domeniu .

## Tipuri de diagnostic

### Prezumtiv
Este prima etapă a oricărui diagnostic. Reprezintă suspiciunea existenței unei anumite afecțiuni. Se stabilește în baza tabloului clinic prezent, a simptomelor subiective, a examenului obiectiv, a istoricului bolii, antecedentelor personale și heredo-colaterale, adică a anamnezei. Acest diagnostic poate fi confirmat sau infirmat prin investigații clinice și paraclinice suplimentare.
Există cazuri în care după investigații suplimentare diagnosticul rămâne prezumtiv în continuare și/sau în observație.

### Definitiv
sau de certitudine este etapa finală a unui diagnostic. Reprezintă definirea clară a afecțiunii de care suferă pacientul și include diagnosticul diferențial. Acest diagnostic este stabilit în urma investigaților clinice, de specialitate și paraclinice cerute de medic.
Diagnosticul definitiv poate fi stabilit adesea doar în baza simptomatologiei clinice.

### Diferențial
Este etapa de diagnostic în care diagnosticul prezumtiv este comparat cu tablourile clinice și paraclinice a altor afecțiuni cu simptomatologie asemănătoare.

### Clinic
Investigațile clinice și clinice de specialitate sunt efectuate de către medicul de familie sau medicul specialist. Medicul de familie stabilește diagnosticul sau diagnosticul prezumtiv iar medicul de specialitate efectuează o examinare clinică țintită pe diagnosticul prezumtiv. Este bazat pe simptomatologia subiectivă (ceea ce descrie pacientul sau aparținătorii) sau obiectivă (constatările făcute de examinator).
Cuprinde următoarele:
- semne și simptome
- istoricul bolii
- antecedente personale fiziologice și patologice
- antecedente heredo-colaterale (familiale)
- mediul de viață și de muncă
- examenul fizic al aparatelor și sistemelor

### Paraclinic
Se bazează pe explorarea paraclinică a individului și cuprinde:
- laborator clinic de: hematologie, biochimie, bacteriologie, imunologie, citologie
- imagistică
  - Rx: bazate pe proprietățile razelor röntgen radioscopie, radiografie:(MRF- micro-radio-fotografie) pulmonară, renală simplă sau cu substanțe de contrast, hepatică, osoasă, articulară, craniană,CT (computertomografie),
  - ecografie: cardiacă, abdominală, tiroidiană, de glande mamare
  - RMN (Rezonanță Magnetică Nucleară)
  - Imagistica nucleară - folosește proprietatea fizică a anumitori izotopi radioactivi.
- explorări funcționale – a aparatului respirator (spirometrie), cardio-vascular ( EKG- electrocardiogramă), aparatului renal (sondaje), secreției gastrice, ficatului, căilor biliare, pancreasului exocrin (tubaje sau fibroscopice- endoscopie: esofagiană, gastroscopie, colonoscopie), analizatorului vizual (acuitate vizuală), analizatorului acustico-vestibular (audiometrie), sistemului nervos ( EEG - electroencefalogramă), planta piciorului (baropodometria).

Se bazează pe utilizarea de aparatură specială, fiind efectuat la cererea medicului specializat pe domeniul de care este legată explorarea.

### Intraoperator
Este considerat un act medical invaziv fiind efectuat în timpul unei intervenții chirurgicale. Are ca scop examinarea clinică, explorativă paraclinică (prelevare de țesuturi,secreții cu scop de diagnostic paraclinic de microbiologie, biochimie, citologie) a pacientului în timpul intervenției chirurgicale. Ex. puncție-biopsie-operație exploratorie.